# Nicolas Malebranche

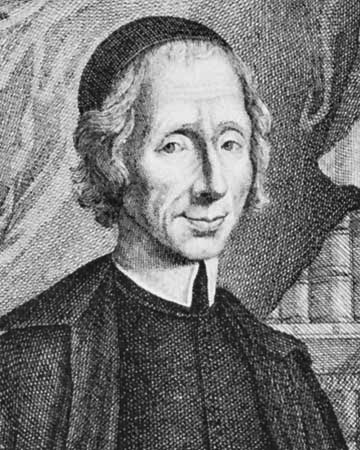
Nicolas Malebranche

Nicolas Malebranche (Nicole de) (* 6. August 1638 in Paris; † 13. Oktober 1715 ebenda) war ein französischer Philosoph und Oratorianer.

## Leben
Malebranches Vater war königlicher Rat und Schatzmeister von Richelieu, seine Mutter, Catherine de Lauson, entstammte dem niederen Adel. Ihr Bruder, Jean de Lauson, war Gouverneur von Kanada. Als jüngster Sohn einer großen Familie – je nach Quelle zwischen zehn und 13 Geschwister – war Malebranche von zarter Konstitution. Aufgrund seiner gesundheitlichen Verfassung konnte er sein Studium am Collège de la Marche der Universität Paris erst mit 16 Jahren beginnen. Dort studierte er beim Aristoteliker M. Rouillet und erlangte 1654 den Magister artium. Anschließend studierte er drei Jahre Theologie an der Sorbonne. 1660 trat er dem Oratoire de France bei, einer von Pierre de Bérulle gegründeten Kongregation, die sich der Priesterausbildung und der theologischen Reflexion widmete. Dort befasste er sich intensiv mit Platon und Augustinus und kam in dieser Zeit erstmals mit der Lehre von Descartes in Berührung. Zudem prägten ihn die Schriften de Bérulles. 1660 wurde Malebranche zum Priester geweiht. 1674 erhielt er offiziell eine Professur für Mathematik am Seminar der Oratorianer. Er hatte bereits zuvor Schüler unterrichtet, darunter Jean Prestet (1648–1691), dessen Éléments des mathématiques, das der kartesianischen Philosophie folgte, er 1675 veröffentlichte. Die Verbindung zwischen beiden war so eng, dass der englische Mathematiker John Wallis das Werk fälschlicherweise Malebranche zuschrieb.
Sein eigenes Hauptwerk, De la recherche de la vérité, mit dessen Abfassung er bereits 1668 begonnen hatte, konnte aufgrund von Zensurschwierigkeiten erst ab 1674 erscheinen. Seine Bemühungen, eine eigene Synthese aus kartesianischer Philosophie und Theologie zu entwickeln, setzte er in den folgenden Auflagen seines Hauptwerks sowie im Traité de la nature et de la grâce (1680) fort. Es entstand aus Diskussionen mit dem Jansenisten und Kartesianer Antoine Arnauld, der das Buch bei seinem Erscheinen scharf kritisierte, woraus sich ein mehrjähriger Disput entwickelte. Auf Betreiben der Anhänger Arnaulds wurde der Traité 1690 sogar auf den päpstlichen Index gesetzt, wie auch 1709 sein Hauptwerk Recherche.
Malebranche hatte aber nicht nur Kritiker, er stand in seiner Zeit als Philosoph in hohem Ansehen, beispielsweise nannte ihn Pierre Bayle in seinem philosophischen Wörterbuch einen der größten Philosophen seiner Zeit. In der Mathematik förderte Malebranche früh L’Hospital, der eines der frühesten Lehrbücher über Analysis schrieb, die er wie Malebranche Anfang der 1690er Jahre durch Leibniz und Johann I Bernoulli kennengelernt hatte. In Auseinandersetzung und Diskussion mit Leibniz entwickelte Malebranche auch seine Ideen zur Dynamik (unter anderem elastische Stöße, aber auch Optik, Gravitation) in den 1690er Jahren. Diese Arbeiten führten zu seiner Aufnahme in die Académie des sciences 1699. 1713/1714 hatte er einen philosophischen Briefwechsel mit seinem ehemaligen Schüler Jean Jacques d’Ortous de Mairan, einem Anhänger Spinozas. Auch mit Leibniz, den er 1675 in Paris getroffen hatte, stand er in Briefwechsel.
Seit den 1660er Jahren verbrachte Malebranche den größten Teil seines Lebens in seinem Oratorium an der Rue Saint-Honoré, abgesehen von zwei Reisen in die Normandie und das Périgord. Seine Schriften wurden jedoch in ganz Europa verbreitet und gelangten bis nach China, wo sie von jesuitischen  Missionaren kopiert wurden.

## Philosophie
Malebranche vertrat den Standpunkt, es gebe zwischen Leib und Seele ebenso wenig eine kausale Wechselwirkung wie zwischen bloß leiblichen oder bloß seelischen Phänomenen. Er versuchte so, den cartesianischen Dualismus von Leib und Seele als ein von Gott geleitetes Nebeneinander zu erklären (Okkasionalismus), das keine kausale Verbindung aufweist. Sämtliche Wechselwirkungen, die nicht auf allgemeine Gesetzmäßigkeiten zurückzuführen seien, würden vielmehr durch besondere Willensakte Gottes (volonté particuliere) hervorgerufen. Dieser übernatürliche Beistand (assistentia supernaturalis) bzw. die Mitwirkung Gottes (concursus Dei) bestimme in diesem Fall die tatsächliche Wirksamkeit der allgemeinen Gesetze.
Platon und Augustinus folgend erklärte Malebranche die Erkenntnis der Wahrheit, Wahrnehmungen und Vorstellungen durch die Teilhabe des menschlichen Geistes an den göttlichen Ideen, nach denen Gott alles geschaffen habe. Nur über diese Ideen sind demnach Erkenntnis, Sinneswahrnehmung und Denken möglich.
Als sein Hauptwerk gilt Von der Erforschung der Wahrheit (De la recherche de la vérité) (1674/75).

## Schriften
- Entretien d’un philosophe chrétien et d’un philosophe chinois sur l’existence et la nature de dieu. Paris 1708.
- Oeuvres complètes. 20 Bände, Paris 1958–1968 (Herausgeber André Robinet, mit Manuskripten und Briefen).
- De la recherche de la vérité. 1. Auflage. 2 Bände, Paris 1674/75; 6. Auflage. 4 Bände, Paris 1712; deutsche Ausgaben:
  - Erforschung der Wahrheit. Herausgeber Artur Buchenau, 3 Bände, Verlag Müller, München 1914.
  - Von der Erforschung der Wahrheit. Herausgeber und Übersetzer Alfred Klemmt, Verlag Felix Meiner, Hamburg 1968.
- Traité de la nature et de la grâce. Amsterdam 1680; deutsche Übersetzung Abhandlung von der Natur und der Gnade (Übersetzer und Herausgeber Stefan Ehrenberg), Verlag Felix Meiner, Hamburg 1993.
- Éclaircissement, ou la suite du Traité..., 1681.